# Gaspar van den Cruyce

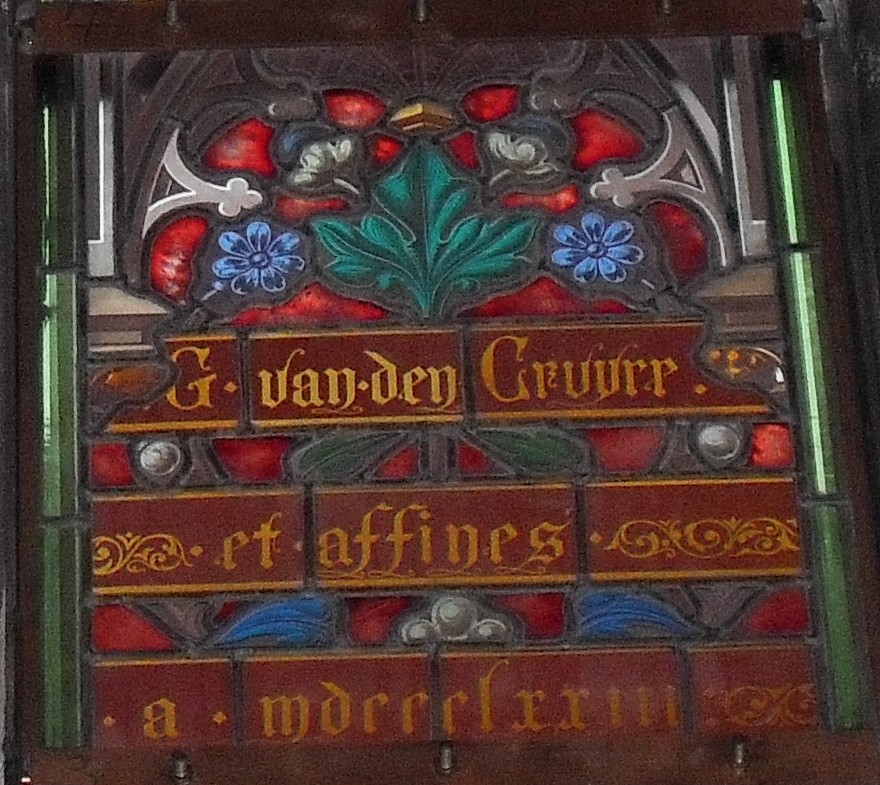
Fragment van glasraam in Onze-Lieve-Vrouwekathedraal Antwerpen

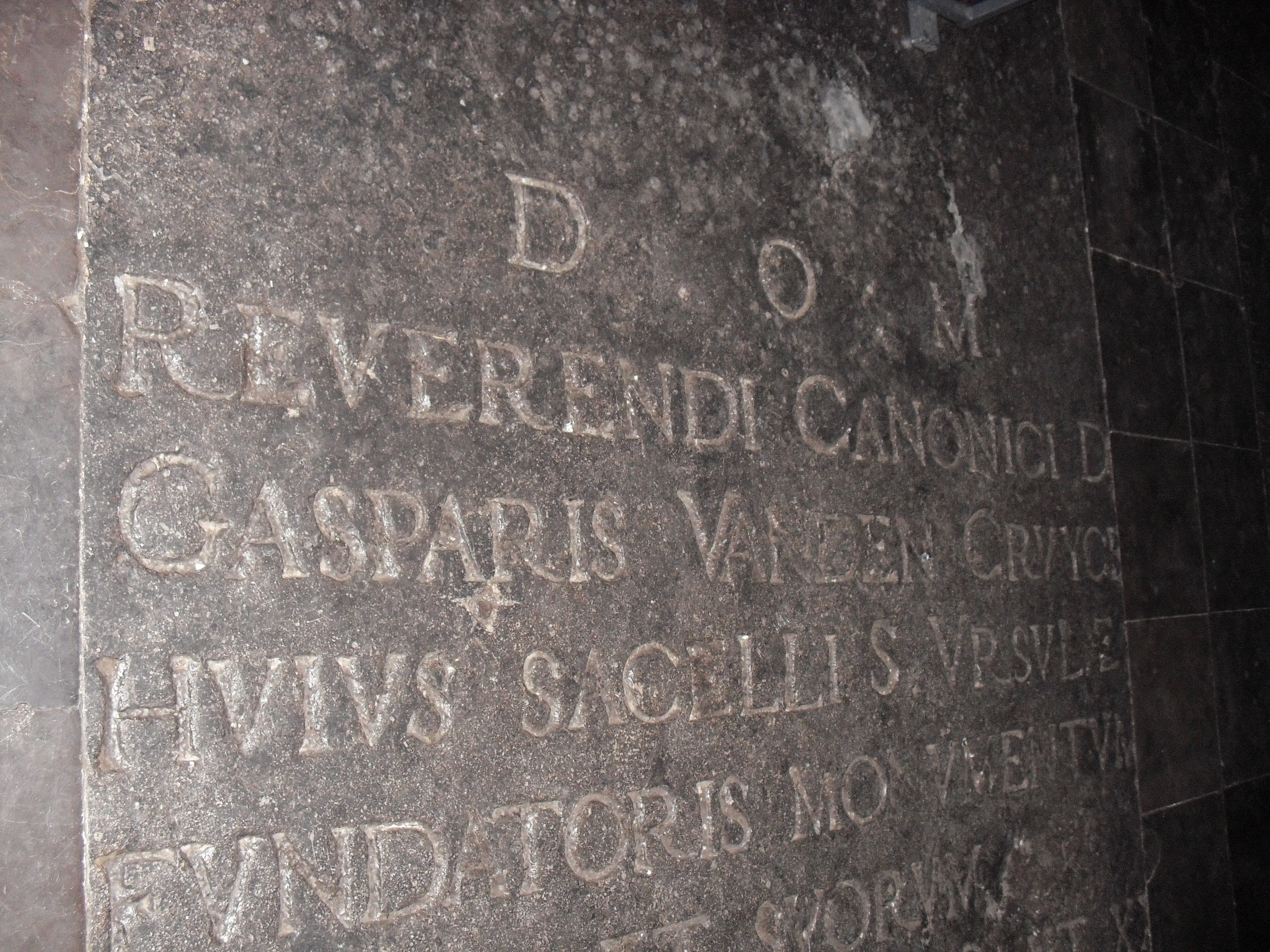
Epitaaf van Gaspar van den Cruyce in de Onze-Lieve-Vrouwekathedraal van Antwerpen

Gaspar van den Cruyce (Antwerpen, ca.1553 -  20 februari 1593) was doctor in beide rechten en kanunnik van het kapittel van de Onze-Lieve-Vrouwekathedraal te Antwerpen. Hij stamde uit een welgestelde katholieke koopmansfamilie met groot aanzien in Antwerpen en omgeving.
Als rooms-katholiek priester week hij tijdens de periode van de Antwerpse Republiek (1579-1585) uit naar Duitsland, waar hij voornamelijk verbleef in het katholieke Keulen en Trier. Na de Val van Antwerpen keerde hij terug naar zijn geboortestad en werd daar als kanunnik de grote promotor der reliekenverering. 
Zijn grafsteen (met epitaaf) bevindt zich in de kapel van Sint-Jozef in de kathedraal van Antwerpen waar hij een Sint-Ursulakapel had ingericht. Zijn naam is eveneens terug te vinden in het (19e-eeuwse) glasraam van dezelfde kapel met daarin ook de beeltenis van zijn naamheilige Caspar, een van de heilige drie koningen. 
Zijn broer Melchior van den Cruyce was thesaurier-generaal van de Staten van Brabant en werd geridderd in 1600. Een andere broer, Meynard van den Cruyce, was schepen in Antwerpen in 1593 en 1606. Gaspar was tevens de grootoom van Frans Paschier van den Cruyce, burgemeester van Antwerpen in 1656, wiens nazaten nadien nog drie generaties burgemeesters leverden aan de stad.                
Volgend gedicht van tijdgenoot Jan van der Noot was een ode aan Gaspar van den Cruyce:
Di de Deughdt, groot van weerden,
Volghdt, en reyn Liefde pryst,
Wordt veracht op der eerden
Daer dicmael twist opryst:
Want Satans Kinders haten dlicht:
En alle werck dat leerdt en sticht
De quade van hem wyst.
Hoerdom en Woekerye,
Ja Overspel onreyn,
Bedrogh en Roverye
Syn schier al-om ghemeyn:
Di, onvalsch, willen dinen Godt,
Worden dicmael gheacht veur sot
Hier in dit eerdtsche pleyn.